# Tadeusz Podkomorski
Tadeusz Podkomorski (ur. 12 lutego 1880 w Obrzycku, zm. 22 lipca 1959) – polski dyplomata.

## Życiorys
Do 1938 był dyplomatą na terenie Austrii. W 1943 został aresztowany przez Gestapo; uwolniony został po interwencji brata, Jana Podkomorskiego – adwokata. Publikował na łamach „Czerwonego Sztandaru”. Od kwietnia do listopada 1945 we Lwowie był pełnomocnikiem rejonowym Rządu Tymczasowego RP. Po 1945 pracował w Państwowym Urzędzie Repatriacyjnym; w Baranowiczach i we Lwowie był pełnomocnikiem do spraw repatriacji. W 1952 przebywał w szpitalu dla psychicznie chorych (w Kocborowie), co było stosunkowo powszechną wówczas formą ucieczki przed opresjami ze strony aparatu bezpieczeństwa PRL. 
Pochowany został na cmentarzu Powązkowskim w Warszawie. 